# Ілля Пекарський
Ілля Пекарський — ізраїльський нейрохірург, фахівець з операцій на хребті. Оперував олімпійського чемпіона Євгенія Плющенка[джерело?], президента Казахстану Нурсултана Назарбаєва[джерело?] й інших відомих людей[кого?].

## Біографія
Закінчив 2-й Московський державний медичний інститут ім. М. І. Пирогова та ординатуру з дитячої хірургії.
У 1990 р переїхав до Ізраїлю. Пройшов 6-річну спеціалізацію як хірург-ортопед і річну — з хірургії хребта. Зараз працює у відділенні хірургії хребта лікарні Меїр (м Кфар-Саба, Ізраїль), а також в медцентрі Ассута. Є лікарем-консультантом приватної клініки «Герцлія медикал центр».
Пройшов близько 20 курсів підвищення кваліфікації і стажувань, в тому числі:
- «Ортопедичне патологія» (США, керівник — Менкін Х.Дж.)
- «Артропластика хребта» (Франція)
- Стажування з хірургічного лікування сколіозу в дитячій лікарні Маямі (США)
- «Хірургічне лікування сколіозу» (Швейцарія, Університет Женеви)
- «Прорив в спінальної хірургії: імплантація штучних дисків» (Франція)
- «Сучасні методи хірургічного лікування сколіозу у дорослих» (Австрія)

У Росії набув широкої популярності після того, як провів операції на хребті фігуристові, олімпійському чемпіону Євгену Плющенко.

## Область клінічних інтересів
- Хірургічні операції при міжхребцевих грижах, включаючи спонділодез і установку хребетних імплантатів TOPS
- Хірургічне лікування травм хребта у дітей та дорослих
- Фіксація шийного відділу хребта
- Фіксація поперекового відділу хребта
- Операції при сколіозі у дітей і дорослих
- Безопераційне лікування болів в спині

Бере участь в таких професійних організаціях:
- The Israel Spine Society (ISS)
- European Spine Society (ESS)
- Israeli Orthopedic Association (IOA)